# Pot Black 1978
Der Pot Black 1978 war ein Snooker-Einladungsturnier im Rahmen der Saison 1977/78. Das Turnier wurde im Zeitraum des Jahreswechsels 1977/78 in den Pebble Mill Studios im englischen Birmingham ausgetragen und später im Fernsehen gezeigt. Sieger wurde Vorjahresfinalist Doug Mountjoy, der bei seinem Finalsieg über Graham Miles das zweite Century Break der Turniergeschichte spielte. Angaben über das Preisgeld sind unbekannt.

## Turnierverlauf
Nachdem man im Vorjahr mit zwölf Spieler das Turnier ausgetragen hatte, lud man dieses wieder nur acht Spieler ein. Dabei wendete man einen Turniermodus an, der für acht Teilnehmer beim Pot Black in den vorherigen Jahren erprobt worden war: man bildete zwei Vierer-Gruppen, ließ diese ein einfaches Rundenturnier austragen, wobei die beiden Gruppenbesten ins Halbfinale einzogen, ab dem dann das Turnier im K.-o.-System entschieden wurde. Mit Ausnahme des Endspiels im Modus Best of 3 Frames ging jede Partie über genau einen Frame; Schiedsrichter war stets der Engländer Sydney Lee.

### Gruppenphase

#### Gruppe 1
| Pos. | Spieler       | Partien | S | N | Frames |
| ---- | ------------- | ------- | - | - | ------ |
| 1    | Doug Mountjoy | 3       | 2 | 1 | 2:1    |
| 1    | Ray Reardon   | 3       | 2 | 1 | 2:1    |
| 3    | Dennis Taylor | 3       | 1 | 2 | 1:2    |
| 3    | Alex Higgins  | 3       | 1 | 2 | 1:2    |

| Spiel | Spieler 1     | Ergebnis | Spieler 2     |
| ----- | ------------- | -------- | ------------- |
| 1     | Alex Higgins  | 01:01    | Ray Reardon   |
| 2     | Doug Mountjoy | 01:01    | Alex Higgins  |
| 3     | Doug Mountjoy | 01:01    | Dennis Taylor |
| 4     | Ray Reardon   | 01:01    | Doug Mountjoy |
| 5     | Ray Reardon   | 01:01    | Dennis Taylor |
| 6     | Dennis Taylor | 01:01    | Alex Higgins  |

#### Gruppe 2
| Pos. | Spieler        | Partien | S | N | Frames |
| ---- | -------------- | ------- | - | - | ------ |
| 1    | Graham Miles   | 3       | 3 | 0 | 3:0    |
| 2    | Eddie Charlton | 3       | 2 | 1 | 2:1    |
| 3    | John Spencer   | 3       | 1 | 2 | 1:2    |
| 4    | Cliff Thorburn | 3       | 0 | 3 | 0:3    |

| Spiel | Spieler 1      | Ergebnis | Spieler 2      |
| ----- | -------------- | -------- | -------------- |
| 1     | Eddie Charlton | 01:01    | John Spencer   |
| 2     | Eddie Charlton | 01:01    | Cliff Thorburn |
| 3     | Graham Miles   | 01:01    | Cliff Thorburn |
| 4     | Graham Miles   | 01:01    | John Spencer   |
| 5     | Graham Miles   | 01:01    | Eddie Charlton |
| 6     | John Spencer   | 01:01    | Cliff Thorburn |

### Finalrunde
|  | Halbfinale 1 Frame | Halbfinale 1 Frame |               |              | Finale Best of 3 Frames | Finale Best of 3 Frames |
|  |                    |                    |               |              |                         |                         |
|  |                    |                    |               |              |                         |                         |
|  | Doug Mountjoy      | 1                  |               |              |                         |                         |
|  | Eddie Charlton     | 0                  |               |              |                         |                         |
|  |                    |                    | Doug Mountjoy | 2            |                         |                         |
|  |                    |                    |               | Graham Miles | 1                       |                         |
|  | Graham Miles       | 1                  |               |              |                         |                         |
|  | Ray Reardon        | 0                  |               |              |                         |                         |
|  |                    |                    |               |              |                         |                         |

#### Finale
Der Waliser Doug Mountjoy nahm erst zum zweiten Mal am Pot Black teil, nachdem er im Vorjahr bereits das Endspiel erreicht hatte. Sein diesjähriger Finalgegner war Graham Miles, der einige Jahre zuvor bereits zwei Ausgaben gewonnen hatte und nun darin bestrebt war, seinen dritten Titel zu gewinnen. Miles konnte auch den ersten Frame für sich entscheiden, doch Mountjoy schaffte den Ausgleich. Der Waliser behielt auch im entscheidenden Frame die Oberhand und gewann damit erstmals den Pot Black.
| Finale: Best of 3 Frames Schiedsrichter/in: Sydney Lee Pebble Mill Studios, Birmingham, England, Jahreswechsel 1977/78 |                |              |
| Doug Mountjoy | 2:1            | Graham Miles |
| 43:55, 97:23, 111:16 (101)                                                                                             |                |              |
| 101 | Höchstes Break | –            |
| 1 | Century-Breaks | –            |
| 1 | 50+-Breaks     | –            |